# Cassiope tetragona
Cassiope tetragona — вид карликових чагарників родини вересові (Ericaceae), поширений в арктичних зонах Північної Америки, Європи й Росії. Етимологія: грец. τετραγονον — «чотирикутний».

## Опис
Це багаторічні карликові чагарники, що утворюють часом щільні килимки до 10–20(30) см заввишки. Стебла від лежачих до випростаних, волохаті. Листки супротивні 4–5 × 1.3–1.7 мм вічнозелені, тривалістю 4–5 років або більше, і щільно притиснуті черепичасто на гілках у чотири ряди, товсті, у формі човна, з дуже коротким черешком (≈ 1 мм) прихованим усередині листа, темно-зелені, густо запушені дуже короткими волосками, молоде листя липке.
Квітки ростуть по 2–4 разом в кінці пагона попереднього року. Квіти похилені радіально симетричні з 5 вільних чашолистками і 5 з'єднаними пелюстками. Чашолистки 1.8–2.2 × 0.8–1.2 мм, довгасті, тупі або злегка зубчасті на вершині, мають білуватий або рожевий колір. Віночок 6–8 × 6–8 мм, у формі дзвону, злитого на 2/3–3/4 довжини, з 5 трикутними пелюстками кремового кольору. Тичинок 5. Пиляки майже кулясті, приблизно 1 мм. Плоди майже кулясті капсули, 2.5–4 × 2.5–4 мм, стаючи випростаними у фруктовій стадії, мають 5 клапанів, з численним, дуже дрібним насінням. 

## Відтворення
Статеве розмноження насінням; дуже обмежене місцеве вегетативне розмноження відводками. Квіти суворо пристосовані до запилення комахами. Насіння численне. Насіння дуже дрібне і легке — розносяться вітром.

## Поширення
Північна Америка (Ґренландія, Канада, Аляска й північ США); Євразія (північ Норвегії, Шпіцберген, північ Швеції, північ Фінляндії, арктична Росія). Також культивується.
Населяє пустища, схили з хорошим дренажем і деяким захистом снігу в зимовий період. Не росте на найбільш кислих субстратах.

## Галерея

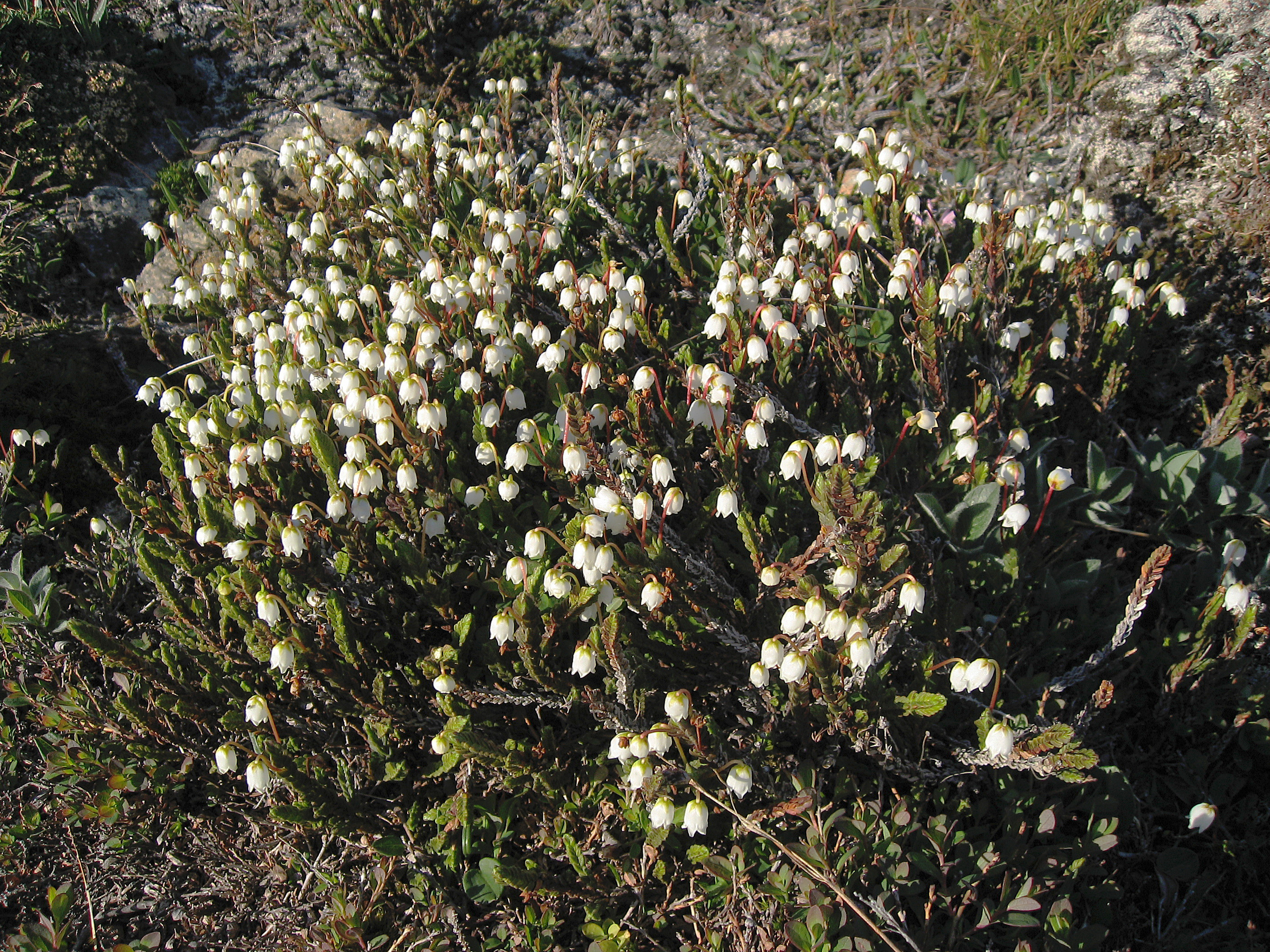
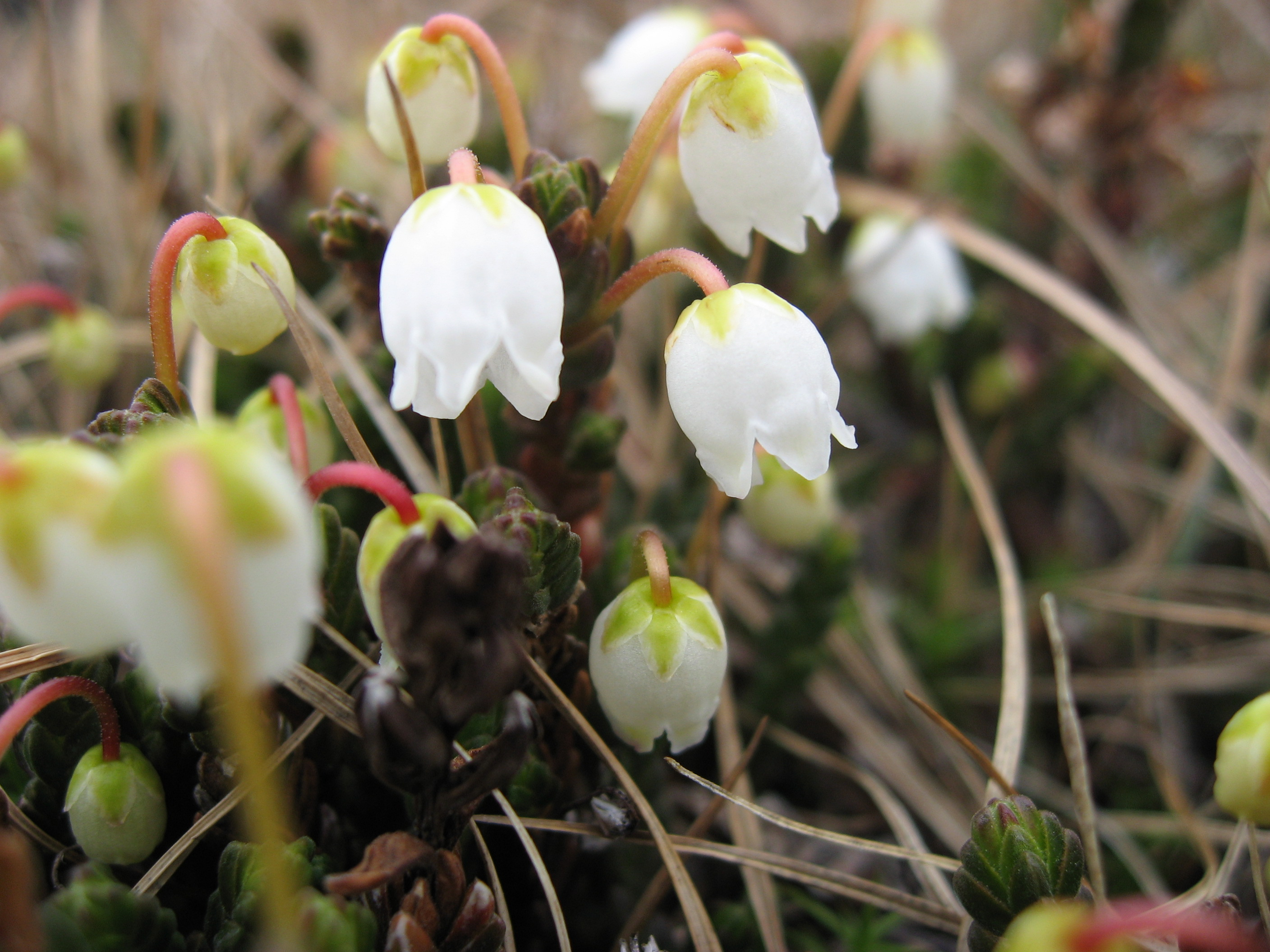